# ラーコーツィ・フェレンツ1世

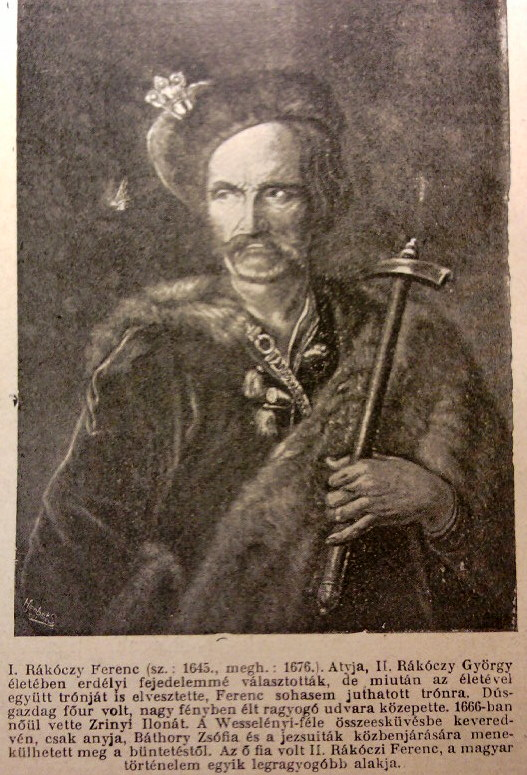
ラーコーツィ・フェレンツ1世

ラーコーツィ・フェレンツ1世（I. Rákóczi Ferenc、1645年2月24日 - 1676年7月8日）は、ハンガリー人の貴族、トランシルヴァニア公。トランシルヴァニア公ラーコーツィ・ジェルジ2世とその妻バートリ・ジョーフィア（hu）との間の息子。ハンガリーの国民的英雄ラーコーツィ・フェレンツ2世の父。

## 生涯
1652年、父の存命中に議会によってトランシルヴァニア公に選出された。しかし1657年に大洪水時代に乗じて行われたポーランド遠征の惨憺たる失敗が原因となり、1660年にオスマン帝国から廃位された父は戦死、ラーコーツィ家の出身者がトランシルヴァニア公の座につくことを禁じた。このため、フェレンツは父の爵位を継承することが出来ず、王領ハンガリーの所領に引っ込むことを余儀なくされた。
ラーコーツィ家はカルヴァン派信徒として有名で、カルヴァン派教会の熱烈な支援者として知られていた。しかしフェレンツの母ジョーフィアの実家はカトリック信徒であり、母は結婚のためにカルヴァン派に改宗していただけだったため、父の死後はカトリックに復帰してハンガリーにおける対抗宗教改革の代表的な推進者となった。フェレンツも母と一緒にカトリックに改宗したが、これによってカトリック信仰の牙城であるハプスブルク宮廷の恩顧を得る道が開けた。1664年には伯爵に叙せられ、1666年にクロアチア副王ペータル・ズリンスキの娘イロナと結婚した。イロナとの間にジェルジ（1667年）、ユリアナ（hu、1672年 - 1717年）、ラーコーツィ・フェレンツ2世（1676年 - 1735年）を儲けた。
フェレンツは義父ズリンスキを首謀者の1人とする1670年のヴェッシェレーニ陰謀に加わり指導者となり、この反ハプスブルクの軍事陰謀の頂点をなす上ハンガリーでの貴族反乱を開始、他の指導者達もクロアチアでの蜂起を始めた。しかし組織力の貧弱さと参加者間の不和が災いし、この計画はオーストリア当局の知るところとなりクロアチア蜂起は鎮圧された。ズリンスキがオーストリア当局に捕縛されたことを知ると、フェレンツは武器を捨てて恩赦を乞うた。ズリンスキや他の陰謀参加者達は重大な反逆罪で処刑されたが、フェレンツは母が対抗宗教改革の推進者として権威ある立場にあったことと、保釈金として30万フォリント及び幾つかの城を皇帝に献上したおかげで罪を免れた。
1676年、次男フェレンツ2世が生まれた数ヵ月後に死去。子供達はイロナに養育され、イロナはテケリ・イムレと再婚した。フェレンツ2世は後にウィーンに移されたがやがて脱走、ハンガリー独立戦争の指導者となっていった。